# Engpassleistung
Als Engpassleistung wird in der Elektrizitätswirtschaft die maximale elektrische Dauerleistung bezeichnet, die ein Kraftwerk unter Normalbedingungen abgeben kann. Sie wird begrenzt durch den schwächsten Anlagenteil, den Engpass.
Die Brutto-Engpassleistung ist die insgesamt erbrachte Leistung, von der nach Abzug des für den Betrieb des Kraftwerks nötigen Eigenbedarfs die Netto-Engpassleistung zur Verfügung steht.